# Ross 128 b
Ross 128 b är en exoplanet som är belägen på c:a 11 ljusår från jorden, i stjärnbilden Jungfrun. Den kretsar runt röda dvärgen Ross 128 på 9,87 dygn, och är på inre kanten av beboeliga zonen. Den är bara 36 procent mer massiv än jorden och kan ha flytande vatten på sin yta.

## Beboelighet
Ross 128 b är i beboeliga zonen av sin stjärna, den zon runt en stjärna där vatten kan vara flytande, och planeten skulle kunna ha liv som på Jorden. Dock kan det inte fastställas att flytande vatten verkligen finns på ytan. Temperaturen tros vara runt –18°C, vilket skulle göra planeten för kall att ha flytande vatten, men en tät atmosfär skulle den kunna värma upp ytan till högre temperaturer. Ross 128 b:s stjärna är en röd dvärg, vilka brukar ha hög aktivitet. Fast Ross 128 verkar vara lugnare än vanliga röda dvärgar.
Då planetens bana ligger så nära sin stjärna, antas den ha en bunden rotation till Ross 128. De skulle betyda att en sida alltid visas mot stjärnan, och den skulle ha permanent dag, medan den andra skulle ha permanent natt. Det skulle göra stora skillnader i temperaturer på planeten. Mellan de här två hemisfärerna, skulle miljön vara stabil nog för att kunna ha flytande vatten.